# Lieder (Album)
Lieder ist das Debütalbum des deutschen Popsängers Adel Tawil.

## Entstehung und Artwork
Alle Lieder des Albums wurden von Adel Tawil in Kooperation mit anderen Musikern geschrieben. An den meisten Kompositionen und Produktionen arbeiteten: Beatzarre, Tobias Kuhn, Konstantin Scherer und Adel Tawil. Das Album wurde unter dem Label Vertigo Berlin herausgebracht. Die Aufnahmen des kompletten Albums fanden im Hamburger Tonstudio Boogiepark Studios statt. Das Cover des Albums ist identisch mit dem der gleichnamigen Single Lieder, nur dass im Hintergrund die Farben geändert wurden. Auf dem Cover des Albums ist das Gesicht von Adel Tawil zu sehen. Konzept und Fotografie stammen von Till Janz und Hendrik Schneider.

## Veröffentlichung und Promotion
Die Erstveröffentlichung des Albums fand am 8. November 2013 in Deutschland, Österreich und der Schweiz statt. Die reguläre Albumversion besteht aus 14 neukomponierten Liedern, die Deluxe-Version besteht aus 18 neukomponierten Liedern und zwei Remixen. Vom 21. März 2014 bis zum 19. September 2015 spielte Tawil im Rahmen seiner Lieder Tour 62 Konzerte in Deutschland, Österreich und der Schweiz.

## Hintergrund
Bei Lieder handelt es sich nach einer bereits 17 Jahre andauernden Musikkarriere um das erste Solo-Album von Adel Tawil. In der Vergangenheit veröffentlichte er bereits drei Alben mit der Boygroup The Boyz und fünf Alben zusammen mit Annette Humpe als Pop-Duo Ich + Ich.

## Inhalt
Das Album besteht komplett aus deutschsprachigen Liedern. Nur das Lied Zuhause enthält teilweise englische Textzeilen. Diese werden von dem US-amerikanischen Reggae-Musiker Matisyahu gesungen.
| #  | Titel                               | Autor(en)                                                                         | Produzent(en)                                                          | Länge |
| -- | ----------------------------------- | --------------------------------------------------------------------------------- | ---------------------------------------------------------------------- | ----- |
| 1  | Immer da                            | Beatzarre, Erika Nuri, Konstantin Scherer, Adel Tawil, Arezu Weitholz             | Beatzarre, Konstantin Scherer, Adel Tawil                              | 3:07  |
| 2  | Wenn du liebst                      | Robin Grubert, Inga Humpe, David Jost, Joaquim Peerson, Adel Tawil, Ali Zuckowski | Robin Grubert                                                          | 3:59  |
| 3  | Lieder                              | Sebastian Kirchner, Tobias Kuhn, Adel Tawil, Sebastian Wehlings                   | Beatzarre, Andreas Herbig, Konstantin Scherer, Tobias Kuhn, Adel Tawil | 3:47  |
| 4  | Weinen                              | Sebastian Kirchner, Heike Kospach, Adel Tawil                                     | Andreas Herbig, Sebastian Kirchner, Adel Tawil                         | 3:15  |
| 5  | Unter Wasser                        | David Conen, Sebastian Kirchner, Heike Kospach, Adel Tawil, Malo Wesser           | Andreas Herbig, Sebastian Kirchner, Adel Tawil                         | 4:43  |
| 6  | Kartenhaus                          | Robin Grubert, Adel Tawil, Simon Triebel, Ali Zuckowski                           | Robin Grubert, Adel Tawil                                              | 4:05  |
| 7  | Aschenflug (feat. Prinz Pi & Sido)  | Beatzarre, Friedrich Kautz, Konstantin Scherer, Adel Tawil, Paul Würdig           | Beatzarre, Konstantin Scherer                                          | 3:22  |
| 8  | Zuhause (feat. Matisyahu)           | Beatzarre, Jack Knight, Matisyahu, Konstantin Scherer, Adel Tawil                 | Beatzarre, Konstantin Scherer                                          | 3:39  |
| 9  | Herzschrittmacher                   | Adel Tawil, Simon Triebel, Ali Zuckowski                                          | Andreas Herbig                                                         | 3:20  |
| 10 | Graffiti Love (feat. Humpe & Humpe) | Dirk Berger, David Conen, Adel Tawil, Vincent von Schlippenbach, Mario Wesser     | The Krauts                                                             | 3:30  |
| 11 | Auf Sand gebaut                     | Friedrich Kautz, Siddharha Peghini, Adel Tawil                                    | Beatzarre, Konstantin Scherer, Adel Tawil                              | 3:38  |
| 12 | Schnee                              | Annette Humpe                                                                     | Beatzarre, Sebastian Kirchner, Konstantin Scherer, Adel Tawil          | 3:20  |
| 13 | Dunkelheit (feat. Jasmin Tawil)     | Sebastian Kirchner, Tobias Kuhn, Adel Tawil, Jasmin Tawil, Sebastian Wehlings     | Sebastian Kirchner, Adel Tawil                                         | 4:25  |
| 14 | Neujahr                             | Sebastian Kirchner, Tobias Kuhn, Adel Tawil, Sebastian Wehlings                   | Tobias Kuhn, Adel Tawil                                                | 3:27  |
|    | Deluxe-Version                      |                                                                                   |                                                                        |       |
| 15 | Paradies                            | Beatzarre, Konstantin Scherer, Adel Tawil, Arezu Weitholz                         | Beatzarre, Konstantin Scherer, Adel Tawil                              | 2:49  |
| 16 | Vermiss mich                        | Beatzarre, Konstantin Scherer, Adel Tawil, Sebastian Wehlings                     | Beatzarre, Konstantin Scherer                                          | 3:45  |
| 17 | Kater am Meer                       | Beatzarre, Konstantin Scherer, Adel Tawil, Malo Wesser                            | Beatzarre, Konstantin Scherer                                          | 4:13  |
| 18 | Niemals niemand                     | Sebastian Kirchner, Tobias Kuhn, Adel Tawil, Sebastian Wehlings                   | Tobias Kuhn, Adel Tawil                                                | 3:43  |
| 19 | Weinen (Pelham & Haas-Remix)        | Sebastian Kirchner, Heike Kospach, Adel Tawil                                     | Andreas Herbig, Sebastian Kirchner, Adel Tawil                         | 3:47  |
| 20 | Kartenhaus (Pelham & Haas-Remix)    | Robin Grubert, Adel Tawil, Simon Triebel, Ali Zuckowski                           | Robin Grubert, Adel Tawil                                              | 4:20  |
|    | Bonus: Kurzfilm Mein Debüt          |                                                                                   |                                                                        |       |

## Singleauskopplungen
Bereits zwei Monate vor der Veröffentlichung des Albums wurde vorab die Single Lieder ausgekoppelt. Eine Woche vor der Veröffentlichung des Albums wurde ebenfalls vorab die zweite Single Aschenflug in Kooperation mit Prinz Pi und Sido veröffentlicht. Als drittes wurde die Single Weinen am 28. Februar 2014 veröffentlicht. Die vierte Singleauskopplung folgte am 27. Juni 2014 mit der Single Zuhause, eine Kollaboration mit Matisyahu. Die bislang letzte Single Kartenhaus erschien am 14. November 2014. Alle Singleveröffentlichungen konnten sich in Deutschland in den Charts platzieren. In der Schweiz platzierten sich vier Singles und in Österreich drei Songs.
Singles in den Charts

| Jahr | Titel      | Höchstplatzierung, Gesamtwochen, AuszeichnungChartplatzierungen (Jahr, Titel, , Platzierungen, Wochen, Auszeichnungen, Anmerkungen) | Höchstplatzierung, Gesamtwochen, AuszeichnungChartplatzierungen (Jahr, Titel, , Platzierungen, Wochen, Auszeichnungen, Anmerkungen) | Höchstplatzierung, Gesamtwochen, AuszeichnungChartplatzierungen (Jahr, Titel, , Platzierungen, Wochen, Auszeichnungen, Anmerkungen) | Anmerkungen                                                             |
| Jahr | Titel      | DE | AT | CH | Anmerkungen                                                             |
| ---- | ---------- | --- | --- | --- | ----------------------------------------------------------------------- |
| 2013 | Lieder     | DE2 ×2Doppelplatin · (46 Wo.)DE | AT1 Gold · (41 Wo.)AT | CH6 Platin · (33 Wo.)CH | Erstveröffentlichung: 20. September 2013 Verkäufe: + 645.000            |
| 2013 | Aschenflug | DE18 (6 Wo.)DE | AT33 (3 Wo.)AT | CH41 (1 Wo.)CH | Erstveröffentlichung: 1. November 2013 feat. Prinz Pi & Sido            |
| 2014 | Weinen     | DE57 (10 Wo.)DE | — | CH38 (3 Wo.)CH | Erstveröffentlichung: 28. Februar 2014                                  |
| 2014 | Zuhause    | DE23 Gold · (22 Wo.)DE | AT6 (20 Wo.)AT | CH64 (2 Wo.)CH | Erstveröffentlichung: 4. Juli 2014 Verkäufe: + 200.000; feat. Matisyahu |
| 2014 | Kartenhaus | DE78 (1 Wo.)DE | — | — | Erstveröffentlichung: 21. November 2014                                 |

## Mitwirkende
Albumproduktion
| - Beatzarre: Autor, Produzent - Dirk Berger: Autor - Thilo Brandt: Schlagzeug - Sascha Bühren: Mastering - David Conen: Autor - Robin Grubert: Autor, Produzent - Andreas Herbig: Gesang, Produzent - Annette Humpe: Autor, Gesang - Inga Humpe: Autor - David Jost: Autor - Friedrich Kautz: Autor, Rap - Frank Kernbach: Bass - Sebastian Kirchner: Autor, Produzent - Heike Kospach: Autor - The Krauts: Produzent - Tobias Kuhn: Autor, Produzent - Jack Knight: Autor - Marius Mahn: Bass, Gitarre | - Matisyahu: Autor, Gesang - Erika Nuri: Autor - Joaquim Peerson: Autor - Siddharha Peghini: Autor - Konstantin Scherer: Autor, Produzent - Sebastian Schmidt: Schlagzeug - Adel Tawil: Autor, Gesang, Produzent - Jasmin Tawil: Autor, Gesang - Jan Terstegen: Gitarre - Simon Triebel: Autor - Vincent von Schlippenbach: Autor - Sebastian Wehlings: Autor - Arezu Weitholz: Autor - Malo Wesser: Autor - Paul Würdig: Autor, Rap - Ali Zuckowski: Autor |

Artwork (Cover)
- Till Janz: Artwork
- Hendrik Schneider: Artwork

Unternehmen
- Boogiepark Studios: Aufnahmestudio
- Vertigo Berlin: Musiklabel

## Kommerzieller Erfolg

### Chartplatzierungen
Lieder erreichte in Deutschland Position vier der Albumcharts und konnte sich insgesamt 13 Wochen in den Top 10 sowie 71 Wochen in den Charts halten. In Österreich erreichte das Album Position sechs und konnte sich insgesamt sechs Wochen in den Top 10 und 44 Wochen in den Charts halten. In der Schweiz erreichte das Album in 33 Chartwochen Position 17 der Charts. Obwohl es das Album nicht auf Position eins schaffte, war es trotzdem für einen Zeitraum von einer Woche das erfolgreichste deutschsprachige Album in der deutschen Albumcharts. Lieder platzierte sich in den Album-Jahrescharts von 2013 auf Position 30 in Deutschland. In den Album-Jahrescharts von 2014 platzierte sich Lieder auf Position 19 in Deutschland, auf Position 29 in Österreich und auf Position 80 in der Schweiz. Für Tawil ist dies der erste Erfolg in den Albumcharts.
| ChartsChartplatzierungen | Höchstplatzierung | Wochen |
| ------------------------ | ----------------- | ------ |
| Deutschland (GfK)        | 4 (71 Wo.)        | 71     |
| Österreich (Ö3)          | 6 (44 Wo.)        | 44     |
| Schweiz (IFPI)           | 17 (33 Wo.)       | 33     |

| ChartsJahrescharts (2013) | Platzierung |
| ------------------------- | ----------- |
| Deutschland (GfK)         | 30          |

| ChartsJahrescharts (2014) | Platzierung |
| ------------------------- | ----------- |
| Deutschland (GfK)         | 19          |
| Österreich (Ö3)           | 29          |
| Schweiz (IFPI)            | 80          |

### Auszeichnungen für Musikverkäufe
Im September 2017 wurde Lieder in Deutschland mit fünffachen Gold, für über 500.000 verkaufter Einheiten, ausgezeichnet. Europaweit wurde das Album insgesamt zwei Mal mit Gold und drei Mal mit Platin für über 525.000 verkaufter Einheiten ausgezeichnet.

| Land/Region        | Auszeichnungen für Musikverkäufe (Land/Region, Auszeichnung, Verkäufe) | Verkäufe |
| ------------------ | ---------------------------------------------------------------------- | -------- |
| Deutschland (BVMI) | 5× Gold                                                                | 500.000  |
| Österreich (IFPI)  | Platin                                                                 | 15.000   |
| Schweiz (IFPI)     | Gold                                                                   | 10.000   |
| Insgesamt          | 2× Gold · 3× Platin ·                                                  | 525.000  |